# Maximilian von Wimpffen
Maximilian, Freiherr (Barón) von Wimpffen (1770-1854) fue un comandante militar quien sirvió en el Ejército austriaco durante las guerras revolucionarias francesas y en las guerras napoleónicas. Un competente comandante de campo, es sobre todo destacado por su excelente conocimiento de las estrategias y tácticas militares, que lo hicieron un miembro clave en el Estado Mayor General del Ejército Imperial y Real durante las guerras napoleónicas.

## Carrera temprana
Nacido en Westfalia en 1770, Wimpffen fue admitido en la Academia Militar de Wiener Neustadt siendo graduado en 1786 para unirse al Infaterie Regiment 9 Clerfayt. Se destacó tempranamente por su valentía en el sitio de Belgrado, donde lideró un destacado asalto a la ciudad, a la cabeza de una columna de voluntarios. Recibió una herida durante esta acción pero fue recompensado siendo promovido a Oberleutnant en el Batallón de Granaderos Morzin. Después fue enviado a Bélgica, donde sirvió como adjunto al Feldmarschallleutnant József Alvinczi y después lideró sus Granaderos en la batalla de Neerwinden, una acción durante la cual fue herido y hecho prisionero. Liberado, tomó parte en la batalla de Landrecy en 1794 y al año siguiente fue transferido a Italia, donde jugó un papel en la batalla de Loano en noviembre. En 1796, se unió al Estado Mayor General, con el rango de Hauptmann (Capitán), pero no estuvo nunca lejos del peligro y fue de nuevo herido mientras luchaba en las calles de Valeggio ese mes de junio. Se le dio después el mando en la batalla de Brenta y en la batalla de Caldiero, antes de ser enviado a servir en el estado mayor de Heinrich von Bellegarde en el Tirol. Fue instrumental en coordinar la construcción de las defensas en Feldkirch, que tuvieron un significante papel en la victoria austriaca contra André Masséna en marzo de 1799. Wimpffen fue gravemente herido durante un contraataque contra las fuerzas de Masséna, pero rehusó ser evacuado por enfermo y pronto volvió a la acción en Italia, recibiendo una quinta herida en la batalla del río Mincio, cuando servía como adjunto al comandante en jefe Heinrich von Bellegarde.
Después del fin de la Guerra de la Segunda Coalición, Wimpffen recibió un puesto como adjunto del recién formado mando militar de Austria Interior (1803) y fue promovido a Oberst (Coronel) en 1805.

## Guerras napoleónicas
Con el estallido de las guerras napoleónicas, Wimpffen solo tomó parte en las últimas etapas de la guerra de la Tercera Coalición, cuando fue seleccionado como oficial del estado mayor del mando de Moritz Lichtenstein, y fue entre los que advirtieron al Jefe del Estado Mayor del Ejército Franz von Weyrother, contra una batalla inmediata. Su advertencia fue ignorada y la Coalición fue derrotada decisivamente por Napoleón I en la batalla de Austerlitz el 2 de diciembre de 1805. Durante esta batalla, fue gravemente herido, mientras dirigía las tropas durante el ataque principal de la Coalición, pero sus méritos fueron apreciados y le fue concedida la Orden Militar de María Teresa y la posición de General-Adjunto al Archiduque Carlos de Austria-Teschen (1806).
Wimpffen sostuvo este puesto hasta el estallido de la guerra de la Quinta Coalición en 1809 y así comandó el departamento adjunto durante las primeras etapas de esta guerra. Después, el 26 de abril de 1809, fue nombrado Jefe del Estado Mayor del Ejército y fue ascendido al rango de General Mayor. Como Jefe del Estado Mayor, Wimpffen fue instrumental en la planificación y coordinación de las acciones del ejército en la batalla de Aspern-Essling, pero, a pesar de sus mejores esfuerzos, no pudo evitar la derrota decisiva austriaca en la batalla de Wagram. Por sus servicios durante esta campaña, recibió la Cruz de Comandante de la Orden de María Teresa y después le fue dado un comandamiento de campo en Transilvania. El siguiente episodio destacado de su carrero vino en 1813, después de que Austria se uniera a la guerra de la Sexta Coalición, cuando Wimpffen fue ascendido a Feldmarschallleutnant y le fue dado el mando de una división, que lideró en la batalla de Leipzig. Después tomó parte en la invasión de Francia y ayudó a tomar la ciudad de Lyon, después de la derrota de los franceses a las órdenes del Mariscal Pierre Augereau. Después del fin de las guerras napoleónicas, Wimpffen recibió varios puestos de Comandante-General y después, en 1824, el puesto de Jefe del Estado Mayor del Ejército. También fue promovido al rango militar más alto de Mariscal de Campo.
Descrito como un soldado agresivo y sin miedo, herido en batalla ocho veces, Wimpffen fue sobre todo destacado por su conocimiento de la estrategia y tácticas militares, capaz en la disposición de la batalla y de actitud sanguinaria ante el peligro, hicieron de él un elemento clave del Estado Mayor General austriaco durante gran parte de las guerras napoleónicas.